# Bistum Anse-à-Veau et Miragoâne
Das Bistum Anse-à-Veau et Miragoâne (lat.: Dioecesis Sinuvitullensis-Miragoanensis, frz.: Diocèse d’Anse-à-Veau et Miragoâne) ist eine in Haiti gelegene römisch-katholische Diözese mit Sitz in Anse-à-Veau. 

## Geschichte
Das Bistum Anse-à-Veau et Miragoâne wurde am 13. Juli 2008 durch Papst Benedikt XVI. mit der Apostolischen Konstitution De spirituali cogitans aus Gebietsabtretungen des Bistums Les Cayes errichtet und dem Erzbistum Port-au-Prince als Suffraganbistum unterstellt. Erster Bischof wurde Pierre-André Dumas.